# Anomalia del Mar Baltico

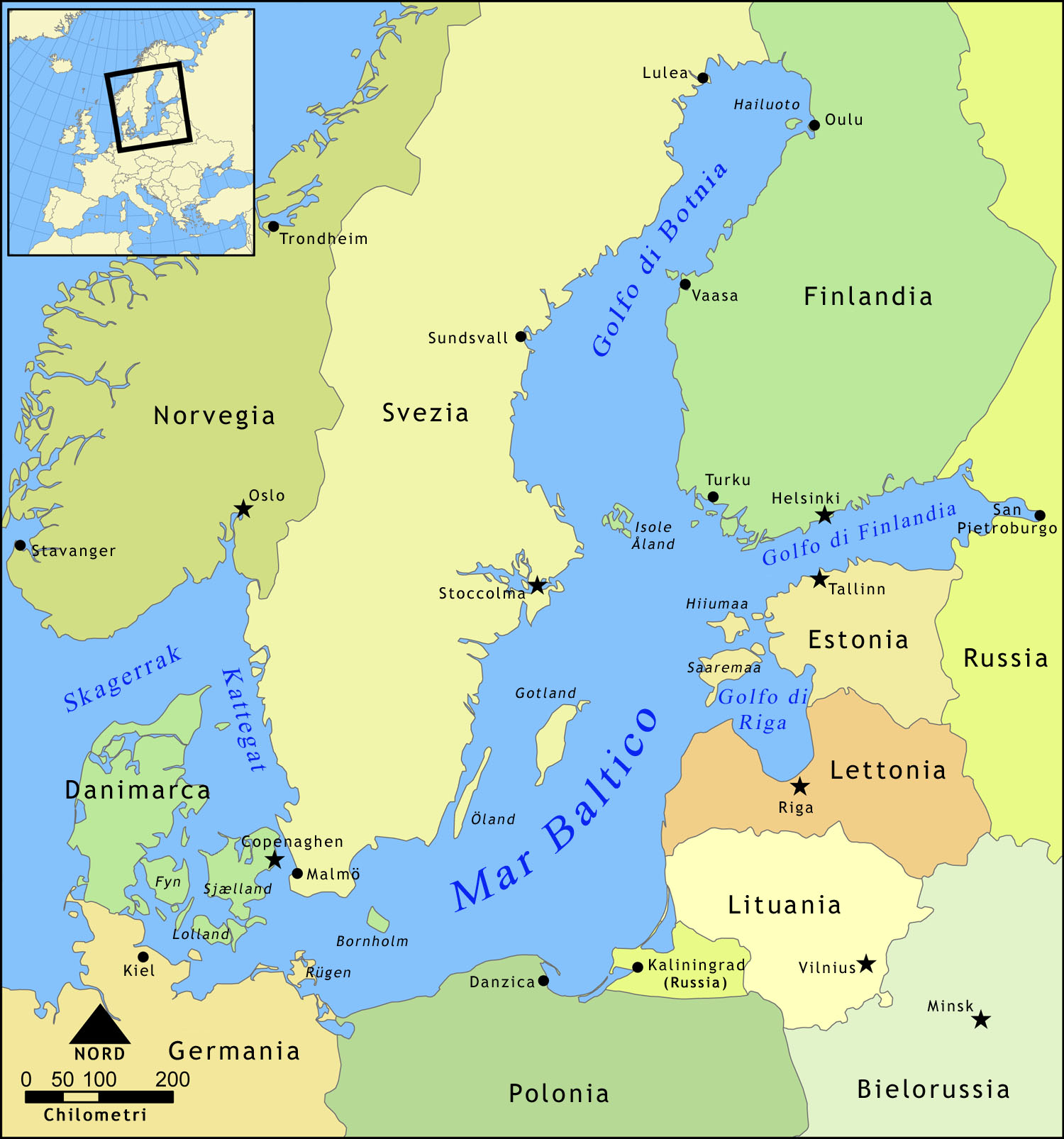
Mappa del Mar Baltico

Per anomalia del Mar Baltico si intende un'immagine registrata dai sonar della spedizione di Ocean X Team, un gruppo di cercatori di tesori sommersi e subacquei professionisti guidati dagli svedesi Peter Lindberg e Dennis Åsberg. L’immagine mostra una criptica struttura sul fondale a nord del Mar Baltico, al centro del Golfo di Botnia, che ricorda la forma di un disco volante sommerso. Negli anni successivi al ritrovamento numerosi esperti hanno affermato che più probabilmente si tratta di una formazione geologica.

## Ocean X Team
Nel 1994 il cercatore di tesori sommersi Peter Lindberg ricevette informazioni a proposito di un relitto sommerso nel Mar Baltico orientale. Iniziò cosi la ricerca che nel 1997 portò al ritrovamento della goletta svedese Jönköping, affondata nel 1916 da un sottomarino tedesco. All'interno della stiva dell’imbarcazione furono ritrovate 2.400 bottiglie di champagne Heidsieck & Co MONOPOLE Gôut Americain perfettamente conservato,che vennero vendute ad un prezzo di 2.200 £ l'una.  Qualche anno dopo Lindeberg, insieme all’amico e imprenditore Dennis Åsberg, fondò l'Ocean X Team, una compagnia di esplorazioni subacquee.

## L'anomalia
Durante una spedizione nel Mar Baltico il 19 giugno 2011, i sonar utilizzati dall'Ocean X Team per scandagliare il fondale marino registrarono un'immagine insolita: sui monitor comparve una struttura di forma quasi perfettamente circolare, con un diametro di circa 18 metri (60 piedi), a più di 80 metri di profondità. Vicino, una lunga striscia piatta (come se l'oggetto vi avesse strisciato sopra) di 300 metri (985 piedi) di lunghezza.  La squadra affermò inoltre che l'oggetto sembrava interferire con numerose apparecchiature elettroniche a bordo della loro imbarcazione.
Dopo il ritorno alla base di Stoccolma, il gruppo analizzò le immagini per settimane senza poter dare una spiegazione sulla natura dell’oggetto. Solo dopo questo periodo Lindberg e Åsberg, che avevano tenuto segreta la notizia del ritrovamento, decisero di inviare le foto dei sonar ai giornali svedesi. In pochi mesi la notorietà dell'anomalia arrivò in tutto il mondo e l'Ocean X Team decise di organizzare una nuova spedizione per analizzare più a fondo la natura dell'oggetto.
Un anno dopo aver incontrato per la prima volta l’anomalia, il 1º giugno 2012, Ocean X Team, insieme ad una squadra di tecnici e subacquei, salpò con l'obiettivo di recuperare campioni dell'oggetto da analizzare in laboratorio. Oltre ad una prima interruzione di marcia a causa di una tempesta, il gruppo fu costretto a fermarsi nuovamente dopo che il sonar utilizzato per la ricerca dell'anomalia venne perso in mare; ripartirono solo dopo averlo ritrovato e aver apportato le necessarie riparazioni. Questi incidenti di percorso portarono ulteriore attenzione alla spedizione in quanto molti dei seguaci del gruppo li vedevano come testimonianze della natura paranormale dell'oggetto. 
Una volta trovata l'ubicazione esatta dell'anomalia, ne venne recuperato un frammento con l'aiuto di un sottomarino a comando remoto. Dopo essersi assicurati della mancanza di radiazioni, il sommozzatore professionista Stefan Hogeborn e il suo secondo portarono a termine un'immersione della durata di due ore nelle fredde acque del Mar Baltico, che ad una profondità di quasi 90 metri hanno una temperatura che si aggira intorno ai 6 °C. Ulteriori accertamenti prima dell'immersione rivelarono che la temperatura dell'acqua intorno all'anomalia risultava ancora minore rispetto al normale, circa -1 °C, rendendo l'immersione ancora più pericolosa. La testimonianza dei sommozzatori rivelò una struttura che sembrava essere di cemento ma che al contatto cambiava colore diventando nera. Dopo aver raccolto campioni da analizzare in laboratorio, i due sommozzatori dovettero tornare in superficie dopo solo 10 minuti, per motivi di sicurezza.
Nonostante il risultato della spedizione, il gruppo di cercatori di tesori sommersi rimase comunque senza risposte certe, ribadendo che secondo loro non si trattava di una formazione naturale, soprattutto a causa delle inspiegabili interferenze provocate dall'oggetto in un raggio che arrivava a misurare 200 metri.

## Teorie
Dopo la pubblicazione da parte dell'Ocean X Team della notizia riguardante le criptiche immagini dei sonar, la risposta mediatica fu mondiale e le teorie sviluppate dai loro seguaci e critici furono numerose. Le principali sono tre:

### Fenomeno naturale
Una teoria molto diffusa su internet suggerisce che l'anomalia sia ciò che resta di un meteorite. Questa idea è supportata, oltre che dalle testimonianze dei sommozzatori, anche da alcune immagini dei sonar: entrambe mostrano un solco nel fondale alle spalle dell'oggetto, possibilmente il sito d'impatto del meteorite con il fondale marino. Tuttavia, il colore e la consistenza dei campioni rinvenuti dalla squadra dell'Ocean X Team sembra invece confermare che si tratti di roccia vulcanica, come ribadito da Volker Brüchert, professore di geologia all’Università di Stoccolma. Ad ogni modo quest'analisi non risponde a tutte le domande, in quanto le probabilità di trovare rocce vulcaniche nelle profondità del Mar Baltico sono minime, ma la teoria più ragionevole è che siano state spostate dal movimento dei ghiacciai (vedi la nota 6). Tuttavia, il campione proviene dalla superficie dell’oggetto, che potrebbe non coincidere con il suo interno.

### Extraterrestre
L’idea che esseri extraterrestri possano essere venuti in contatto con la Terra non è nuova e vedendo le immagini che raffigurano l’anomalia, è facile comprendere come molte persone vedano nelle sue linee e nei suoi contorni una navicella spaziale proveniente da un altro mondo. La somiglianza con il disegno della famosa Millennium Falcon, un'astronave dell’universo di Guerre stellari, ha portato grande popolarità alla teoria. Inoltre le grandi dimensioni e la sua posizione rendono credibile un intervento extraterrestre, così come la presenza del solco alle sue spalle, che in questo caso è interpretato come la "pista di atterraggio" della navicella.

### Produzione umana

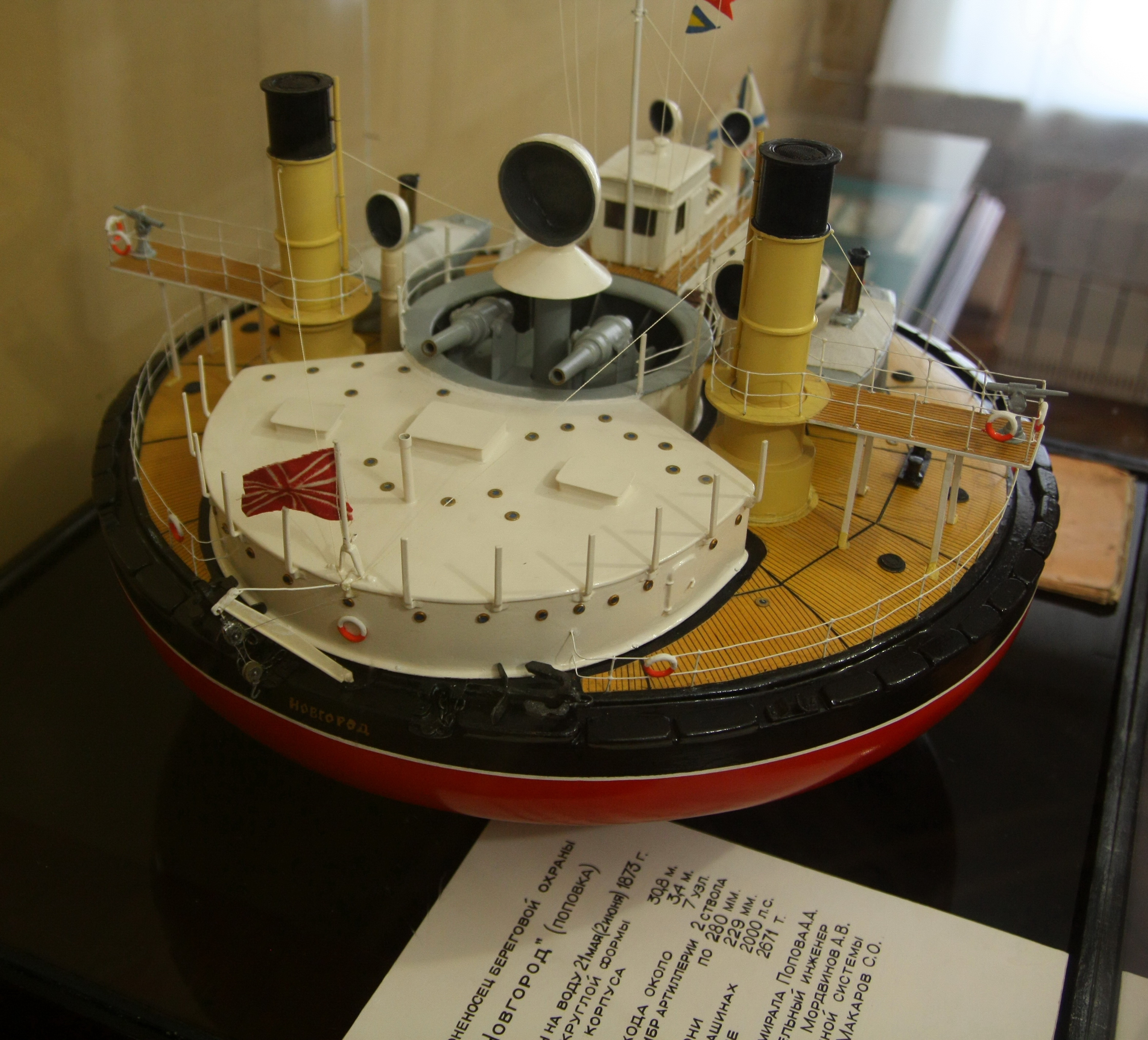
Modello in scala della nave russa Novgorod

Tra i seguaci dell'Ocean X Team si è divulgata l’idea che l’anomalia possa essere una produzione del tutto umana, immaginata come una Stonehenge sommersa. Altre teorie rimandano invece a strutture moderne come la nave da guerra russa Novgorod  (che però risulta smantellata nel 1911) o una navicella spaziale Haunebu costruita dai nazisti ma di cui non è mai stata provata l’esistenza. 
Proprio a quest’ultima teoria si riallaccia una nuova possibile spiegazione sulla natura dell’oggetto in questione, fornita dall’ex ufficiale della Marina svedese Anders Autellus. Questi si dice sicuro di poter affermare che si tratti di un'arma segreta nazista, di tecnologia sconosciuta, risalente alla Seconda Guerra Mondiale. Il principale compito dell'oggetto era quello di rendere complicata la navigazione ai sottomarini nemici, principalmente britannici e sovietici. La struttura era in doppio strato di cemento armato ed aveva intorno una rete metallica, ormai erosa dall'acqua e dal tempo, usata per interferire con i sonar. Il sommozzatore Stefan Hogeborn, che più di tutti si è avvicinato all’oggetto, sembra essere d’accordo con questa teoria in quanto spiegherebbe la posizione dell’anomalia proprio al centro delle rotte navali.

## Critiche
La bassa risoluzione delle immagini dei sonar e l'ambiguità delle dichiarazioni rilasciate dall'Ocean X Team hanno portato critiche al gruppo, facendo pensare che si tratti in realtà di una montatura. La cattiva pubblicità e la diffusione di questo tipo di notizie ha fatto sì che i piani dei cercatori di ritornare in mare per indagare più a fondo fallissero a causa della mancanza di sponsor e fondi.

## Curiosità
L'anomalia del Mar Baltico è presente nel cartone animato Gli Abissi.